# 사자나미 (구축함)

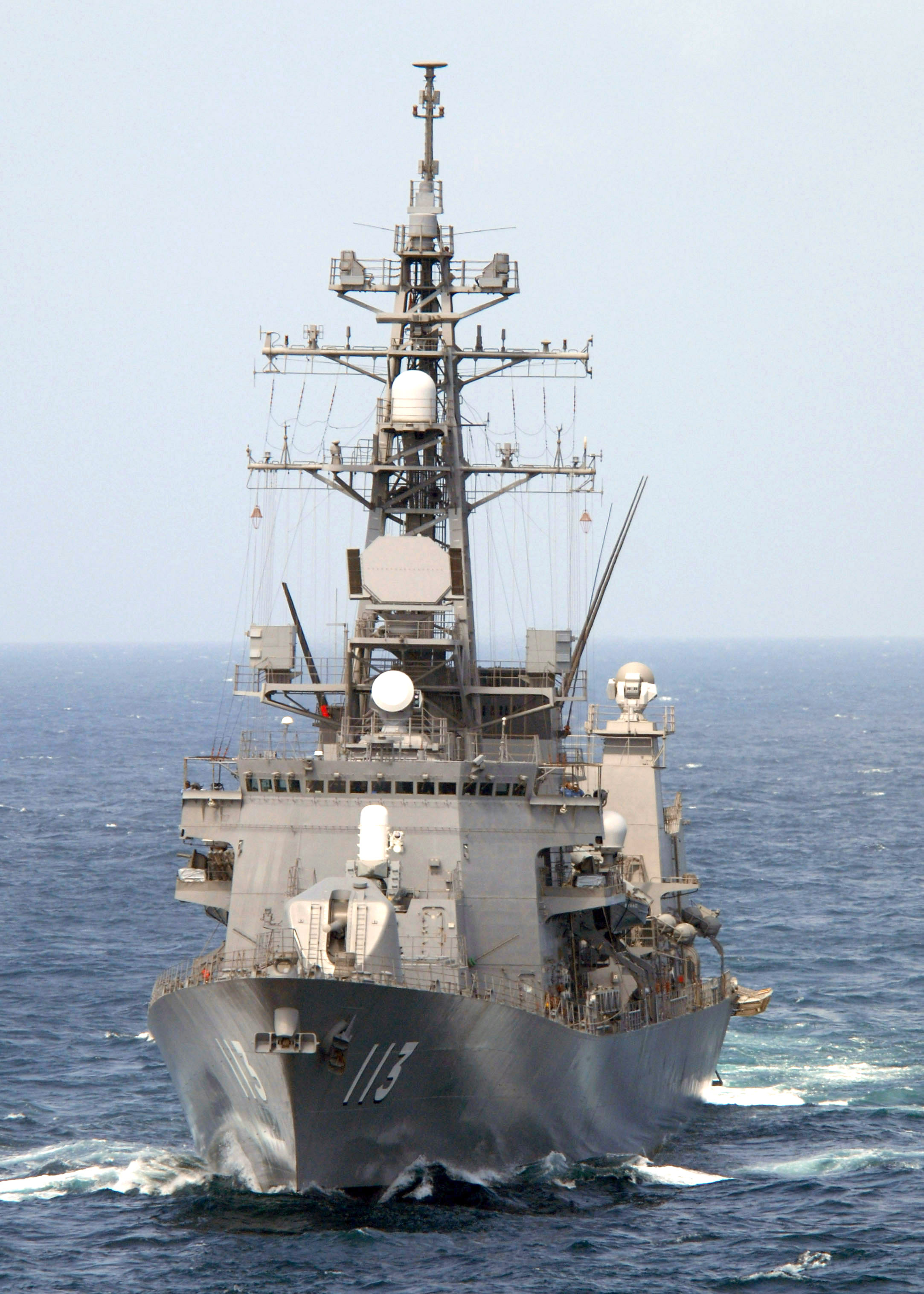
사자나미

사자나미(일본어: さざなみ, Sazanami)는 일본 해상자위대 다카나미급 구축함의 네 번째 함정이다.

## 설계
선체 설계는 일반적으로 무라사메급 중 하나를 기반으로 한다. 다만, 무기의 일부가 변경되면서 내부 구조도 변경되었다. 그리고 무라사메급에서는 대형 격자 마스트가 스텔스 성능을 저하시킨다고 하여 이번 급에서는 소형 마스트 2개로 변경하는 방안도 고려되었으나 구현되지 않았다.
배기량은 약간 증가하지만 주엔진에는 큰 변화가 없어 함선 성능에 거의 영향을 미치지 않는다.